# Roderick Murchison
Roderick Impey Murchison, född 19 februari 1792 i Tarradale House i Muir of Ord i nuvarande Highland i Skottland, död 22 oktober 1871 i London, var en skotsk geolog.
Murchison var 1807-1816 officer och började först vid 32 års ålder att studera geologi. Förutom en mängd studieresor i geologiskt syfte såväl inom Storbritannien som i flera andra länder, även Skandinavien, företog han på uppdrag av den ryske kejsaren Nikolaj I i början av 1840-talet en geologisk forskningsresa genom europeiska Ryssland och Uralbergen, vars resultat föreligger i det av honom tillsammans med reskamraterna, Édouard de Verneuil och greve Alexander Keyserling, utgivna stora verket Russia in Europe and the Ural Mountains (1845). Han utnämndes 1855 till generaldirektör för Brittiska geologiska undersökningen, 1863 till knight och 1866 till baronet. Han studerade även åt geografi och var i många år president i Royal Geographical Society i London, och ägnade stort intresse åt David Livingstones forskning. Hans testamente anvisade 6000 pund sterling till upprättandet av en lärostol i geologi vid Edinburghs universitet.
År 1831 började Murchison vid Wales sydöstra gräns studera de äldre sedimentära bildningar, som dittills sammanfattats under benämningen "gråvacka", för att se, om det ej kunde lyckas att inom dem urskilja olika underavdelningar. Resultatet framlade han fullständigt, både paleontologiskt och stratigrafiskt, i det epokgörande arbetet The Silurian System (1839; sedermera utökat under titeln Siluria, femte upplagan 1872). Den av honom däri framställda klassifikationen av silursystemet blev av stor betydelse, icke minst därigenom, att det tillämpades av Joachim Barrande i Böhmen och av James Hall i USA. Samtidigt med Murchison studerade Adam Sedgwick de äldsta sedimentära bildningarna i norra Wales, men offentliggjorde endast deras stratigrafiska förhållande, utan att de av honom insamlade fossilen då beskrevs. Genom Murchisons försök att ställa Sedgwicks arbeten i skuggan uppstod dem emellan en strid, särskilt om nomenklaturen, vilken strid efter bägges död fortsattes av deras lärjungar, i synnerhet Sedgwicks. Trots att Sedgwick funnit betydande misstag i den stratigrafiska delen av Murchisons arbete, kan dock hans förtjänster om utredandet av lagerbyggnaden ej förnekas. Murchison tyckte sig ha iakttagit, att i de Skotska högländerna fossilförande siluriska lager stupar in under där uppträdande gnejs, och ansåg därför denna senare vara metamorfoserade silurbildningar, en åsikt, som senare visade sig vara ohållbar.
Murchinson var Fellow of the Royal Society och invaldes 1855 som utländsk ledamot av Kungliga Vetenskapsakademien. Kommendör av Nordstjärneorden hade han blivit 1847. Murchison, som under sin livstid var högt uppburen och överhopades med utmärkelser, däribland Copleymedaljen 1849 och Wollastonmedaljen 1864, blev efter sin död utsatt för en sträng och delvis obillig kritik. Han instiftade Murchisonmedaljen (Murchison Medal), vilken sedan 1873 utdelas av Geological Society of London, och till minne av honom, en av Royal Geographical Societys stiftare, utdelar detta sällskap sedan 1882 det av detsamma stiftade Murchisonpriset (Murchison Award). Hans levnadsteckning utgavs av hans vän och lärjunge Archibald Geikie under titeln "Life of Murchison" (1875).